# Carlos Serrate
Carlos Serrate Reich (Santa Ana de Yacuma, Bolivia; 14 de diciembre de 1932-La Paz, Bolivia; 30 de abril de 2019) fue un destacado abogado, diplomático, político, escritor y periodista boliviano. Fue ministro de educación de Bolivia en 1964, durante el tercer gobierno del presidente Víctor Paz Estenssoro, y ministro de minería y metalurgia de Bolivia en 1971, durante el primer gobierno del presidente Hugo Banzer Suárez.
En la política partidaria, fue el secretario ejecutivo del partido político del Movimiento Nacionalista Revolucionario (MNR) desde 1966 hasta 1970.

## Biografía
Comenzó sus estudios escolares en 1938. En su vida colegial, escribió un artículo en homenaje al destacado escritor boliviano Franz Tamayo (1879-1956), quien a su vez le escribió una carta en persona, agradeciendo a Serrate. Salió bachiller del colegio Ayacucho de la ciudad de La Paz en 1949.
Continuó con sus estudios profesionales, ingresando en 1950 a la Facultad de Derecho de la Universidad Mayor de San Andrés (UMSA), graduándose como abogado de profesión en 1955.
En su vida laboral, se desempeñó como catedrático de la misma facultad de derecho. Fue también el secretario privado del presidente de Bolivia de ese entonces Víctor Paz Estenssoro.

### Ministro de educación (1964)
En 1964 fue designado ministro de Educación de Bolivia por el presidente Víctor Paz Estenssoro. Solo estuvo en el cargo por unos cuantos meses puesto que el general René Barrientos Ortuño realizó ese año un golpe de Estado contra el presidente Víctor Paz Estenssoro.

### Ministro de Minería y Metalurgia (1971)
En 1971 se alió con Hugo Banzer Suárez, quien lo designó ministro de Minería y Metalurgia de Bolivia. No estuvo mucho tiempo en el ministerio y fue reemplazado por Edmundo Nogales.

### Embajador de Bolivia en la Unión Soviética (1977-1980)
En 1977 el presidente de Bolivia de ese entonces, Hugo Banzer Suárez, lo designó embajador de Bolivia en la Unión Soviética, donde permaneció por más de tres años, durante las gestiones de más de cinco presidentes. Dejó el cargo de embajador en 1980.

### Elecciones presidenciales de 1985
Retornó a Bolivia y tomó la dirección del periódico HOY. En 1982, Serrate decidió fundar su propio partido político y lo denominó Movimiento Nacionalista Revolucionario-Vanguardia (MNRV). 
Carlos Serrate participó en las Elecciones generales de Bolivia de 1985 en donde presentó su candidatura a la Presidencia de Bolivia y junto a él, acompañándole a la vicepresidencia Zenón Barrientos Mamani. Salió en quinto lugar, obteniendo 72 197 votos (4,8 % de la votación) y 6 escaños en la Cámara de Diputados de Bolivia, gracias al voto de los campesinos del altiplano paceño, quienes se encontraban desilusionados de la gestión gubernamental de la Unidad Democrática y Popular (UDP).
A pesar de haber perdido, Carlos Serrate pudo postularse de manera simultáneamente al cargo de diputado por el Departamento de La Paz para el periodo 1985-1989. 
En 1989, Carlos Serrate firma una alianza con el Movimiento de Izquierda Revolucionaria (MIR) liderado por Jaime Paz Zamora. 
En 1989 cambió el nombre de su partido a Vanguardia Revolucionaria 9 de Abril debido a requerimientos de la Corte Nacional Electoral. 
Ese mismo año, Carlos participa en las elecciones generales de Bolivia de 1989, postulándose al cargo de senador, pero sin éxito.

### Elecciones presidenciales de 1993
Carlos Serrate vuelve nuevamente a postularse como candidato presidencial en las Elecciones generales de Bolivia de 1993. Pero esta vez no tuvo apoyo y salió en octavo lugar, obteniendo 21 100 votos (1,28 % de la votación).
En 1999, Serrate fue suplente de la concejal y periodista Cristina Corrales, en el municipio de La Paz.
Carlos Serrate Reich falleció en la ciudad de La Paz, debido a un ligero paro cardiaco el 30 de abril de 2019, a sus 86 años de edad.